# Undercliffe, New South Wales
Undercliffe este o suburbie în Sydney, Australia.